# Shohei Yanagizaki
Shohei Yanagizaki (柳崎 祥兵 Yanagisaki Shohei?), född 11 juni 1984 i Kagoshima prefektur, är en japansk fotbollsspelare.
Yanagizaki började sin karriär 2007 i FC Machida Zelvia. Han spelade 145 ligamatcher för klubben. 2014 flyttade han till Kagoshima United FC. Han avslutade karriären 2016.